# Automatic Warning System
Pour les articles homonymes, voir AWS.

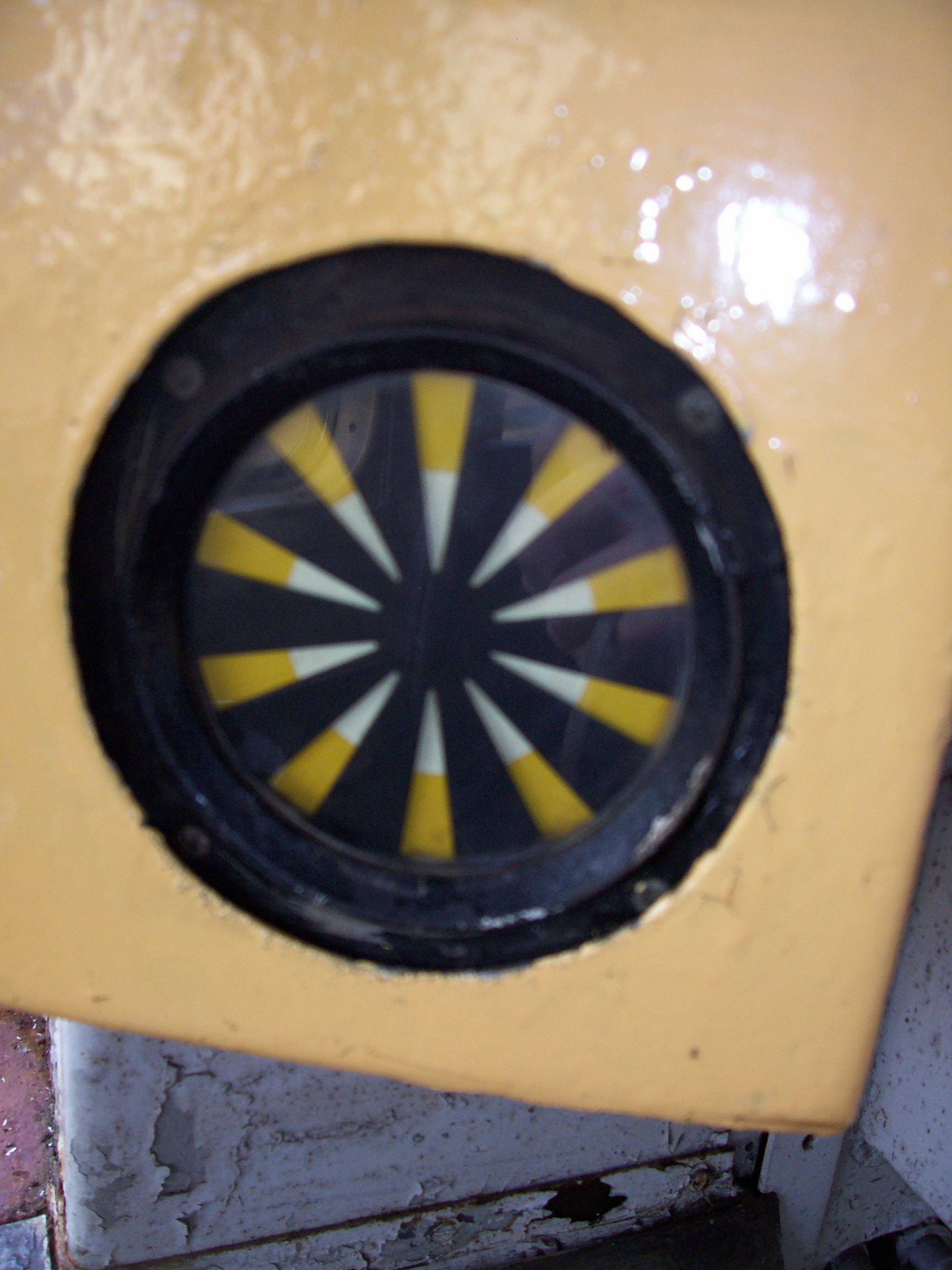
Le sunflower.

L’Automatic Warning System (AWS) est un système de répétition des signaux en cabine utilisé au Royaume-Uni (à partir de 1956) à Hong Kong et en Australie (Queensland et Adélaïde). Il dérive d’un système mis au point en 1930 par Alfred Ernest Hudd et commercialisé comme le nom de système Strowger-Hudd. Un premier système similaire, l’ATC (Automatic Train Control), installé sur le Great Western Railway depuis 1906, a été progressivement remplacé par l'AWS.
Ce système se rapproche du crocodile utilisé sur plusieurs réseaux du continent, mais contrairement à celui-ci, l’information est donnée avant le passage au droit du signal correspondant.

## Principe

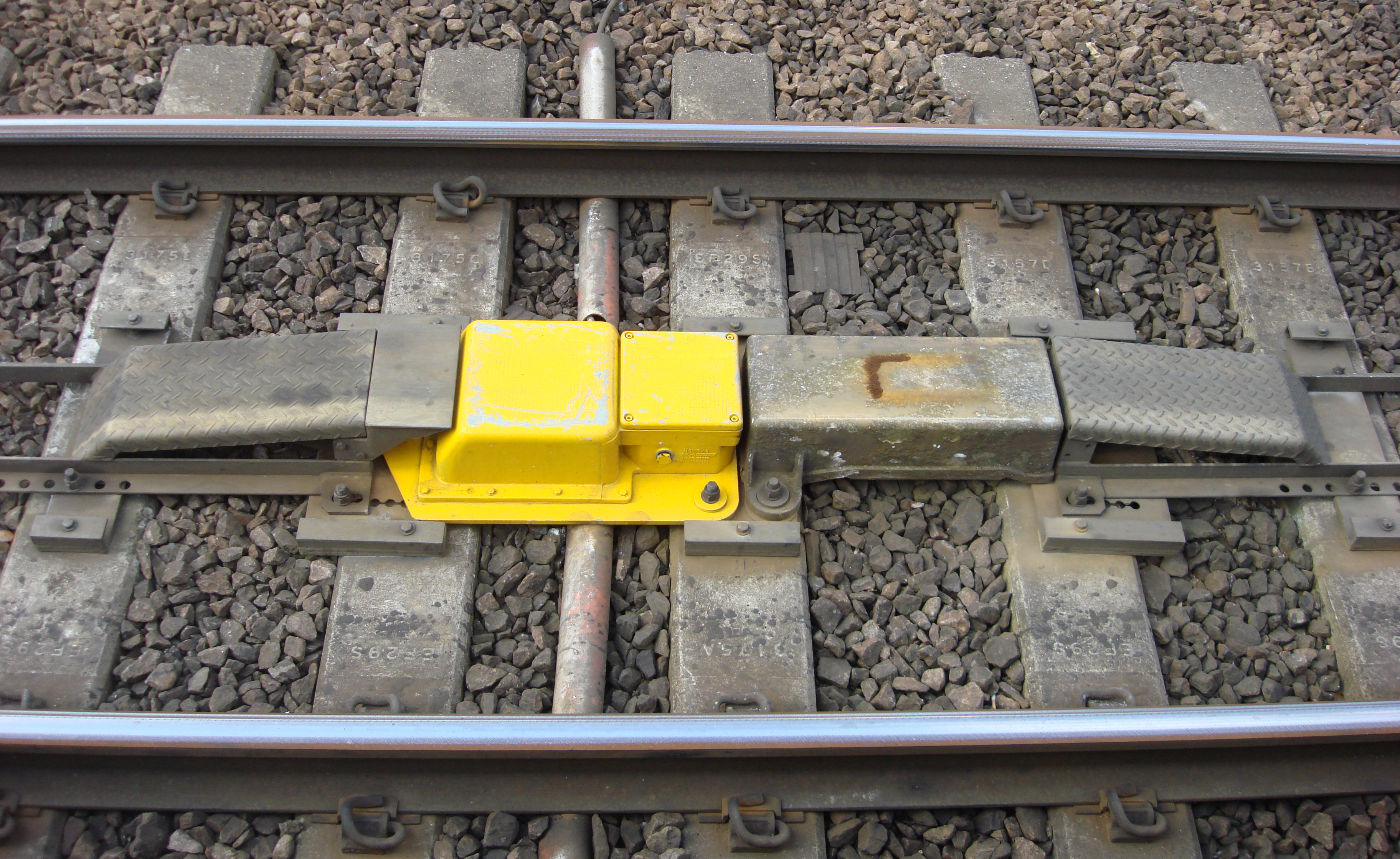
magnet AWS.

Le système fonctionne grâce à un appareil appelé magnet placé entre les files de rail à environ 185 mètres du signal à répéter, et contenant deux aimants : un permanent et électroaimant.
Lorsque le signal présente un feu vert (aspect clear), l’électroaimant est alimenté. Le train passant au-dessus de l’appareil détecte d’abord l’aimant permanent, ce qui provoque l’armement du dispositif embarqué en vue d’un freinage ; ensuite il détecte l'électroaiment, et le dispositif embarqué est désarmé ; dans le poste de conduite, une sonnette ou une cloche retentit et un indicateur affiche un disque noir (s’il ne l’était déjà).
Si le signal présente un autre aspect (jaune, deux jaunes ou rouge), l'électroaimant n’est pas alimenté ; ainsi lorsque le train passe au-dessus de l’appareil, le dispositif embarqué n’est pas désarmé ; dans le poste de conduite, une trompe sonne et l’indicateur affiche un disque avec une alternance de secteurs jaunes et noirs (appelé sunflower, c’est-à-dire tournesol). Le conducteur dispose alors de 2,75 secondes pour acquitter (ce qui réarme le système) ou le freinage d’urgence se déclenche. Le sunflower reste affiché comme aide à la mémorisation.